# 1769

## Родени
- ? – Бартелеми Жубер, френски пълководец
- 10 януари – Мишел Ней, френски маршал
- 2 февруари -- Иван Крилов, руски писател
- 10 април – Жан Лан, френски офицер
- 25 април – Марк Брюнел, френски изобретател и предприемач
- 15 август – Наполеон Бонапарт, император на Франция
- 14 септември – Александър фон Хумболт, немски естественик

## Починали
- 2 февруари – Климент XIII, италиански папа